# May Oliver
May Oliver (Granada, ¿?) es una bajista española que formó parte del grupo Los Planetas desde sus inicios hasta la edición de su segundo álbum Pop.
A la hora de incorporar a un bajista, J, líder de Los Planetas, propuso a May, quien por entonces era su pareja. May había estudiado en el conservatorio, tocaba piano y violonchelo. Según narra el escritor Jesús Llorente en su libro Los Planetas. La verdadera historia (Ediciones Rockdelux, 1999), fue J quien la convenció para que se comprasen una guitarra y un bajo por medio de un crédito. Ninguno de los dos había tocado ninguno de esos instrumentos hasta entonces.
En algunos de los conciertos del grupo, May tocaba de espaldas al público, por timidez, cosa que también hacía dentro del estudio. Según el escritor y guionista Fernando Navarro (coautor del guion de la película inspirada en Los Planetas Segundo premio) "Ella tocaba de espaldas al público, y eso llama mucho la atención, pero también había algo muy especial en ese sonido de bajo, yo sentía admiración por su manera de tocar, muy vulnerable, inteligente y precisa. Luego desapareció cuando el grupo estaba a punto de subir a lo más alto y nadie supo más de ella. Quiso volver a ser una mujer anónima que había decidido no formar parte de aquello, y eso provocó la idealización, que se convirtiese en leyenda para los fans".
May decidió dejar Los Planetas el 22 de septiembre de 1996 tras un concierto en el festival BAM de Barcelona; fue sustituida por (Fernando) Novi por breve tiempo, para continuar como bajista de Los Planetas Kieran Stephen.
En  una entrevista concedida en mayo de 2019 por J, este declara que May trabaja en una librería y que no se dedica profesionalmente a la música. En enero de 2022 Juan actualiza esta información indicando que May ejerce como profesora en un instituto.

### Segundo premio (película)
En 2020 se anticipa el rodaje de la película Segundo premio por Jonás Trueba. En 2023 se anuncia que el director será Isaki Lacuesta, la película está "ambientada en Granada a finales de los años 90" y se inspira en "en la historia de un grupo de música independiente".
La sinopsis del film reza: "Granada, finales de los 90. En plena efervescencia artística y cultural, un grupo de música indie vive su momento más delicado. Afrontan su tercer disco. Nadie sabe que ese álbum cambiará para siempre la escena musical de todo el país. Esta (no)es una película sobre los Planetas".
La película, codirigida por Pol Rodríguez, compitió en la Sección Oficial del Festival de Málaga de 2024,  obteniendo la Biznaga de Oro a mejor película y las Biznagas de Plata a mejor dirección (Isaki Lacuesta y Pol Rodríguez) y mejor montaje (Javier Frutos). El 4 de abril de 2024 inaugura el D'A Film Festival (Barcelona),estrenándose en salas el 24 de mayo del mismo año.
May es interpretada por la actriz Stéphanie Magnin.  